# Lijst van burgemeesters van Hertsberge
Dit is een lijst van burgemeesters van Hertsberge.
De gemeente Hertsberge werd opgericht in 1919. In 1976 ging zij een fusie aan met Oostkamp, Ruddervoorde en Waardamme als gemeente Oostkamp.
| Periode   | Naam                          |
| --------- | ----------------------------- |
| 1919-1945 | Pierre-Jules Rapaert de Grass |
| 1945-1964 | Jacques Rapaert de Grass      |
| 1964-1976 | Aybert Rapaert de Grass       |